# 下諏訪町立図書館

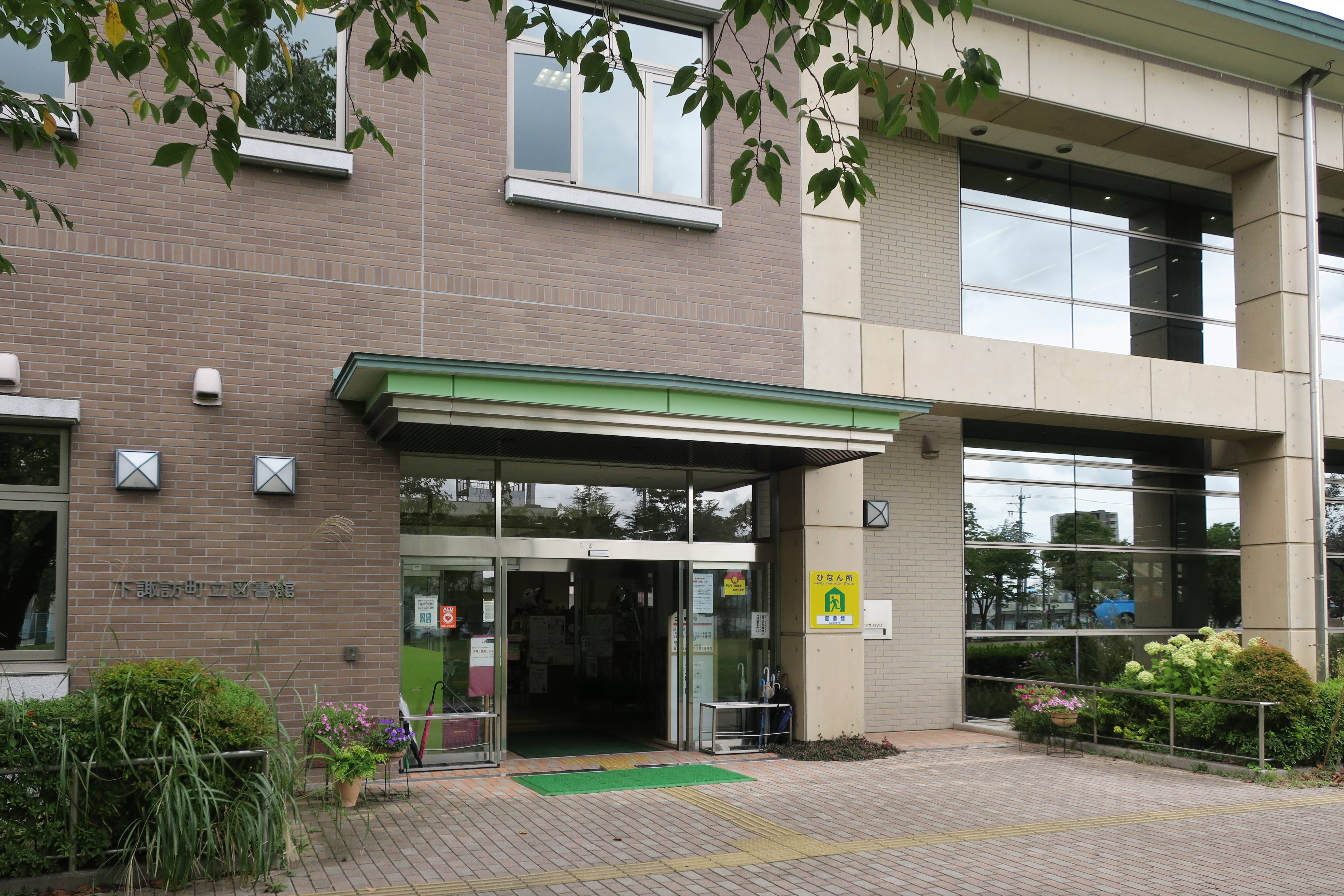
エントランス

下諏訪町立図書館（しもすわちょうりつとしょかん）は長野県諏訪郡下諏訪町の町立図書館。1979年4月4日開館。

## 建物構造
- 所在地 : 〒393-0086 長野県諏訪郡下諏訪町4562-41
- 構造 : 鉄骨鉄筋コンクリート構造[1]
- 延床面積 : 1,692m2[1]

## 利用情報
- 開館時間
  - 平日 9時30分から19時00分
  - 土日祝祭日 9時30分から18時00分
  - 毎月月曜日、第1金曜日、祝祭日の翌日、年末年始、蔵書点検期間（毎年2月）

1995年（平成7年）4月1日から、諏訪広域図書館情報ネットワークを構築し、諏訪地域6市町村（諏訪市（諏訪市図書館）、岡谷市（市立岡谷図書館）、茅野市（茅野市図書館）、下諏訪町立図書館、富士見町（富士見町図書館）、原村（原村図書館））の資料が相互に利用できるようになった。